# 上海東方体育中心

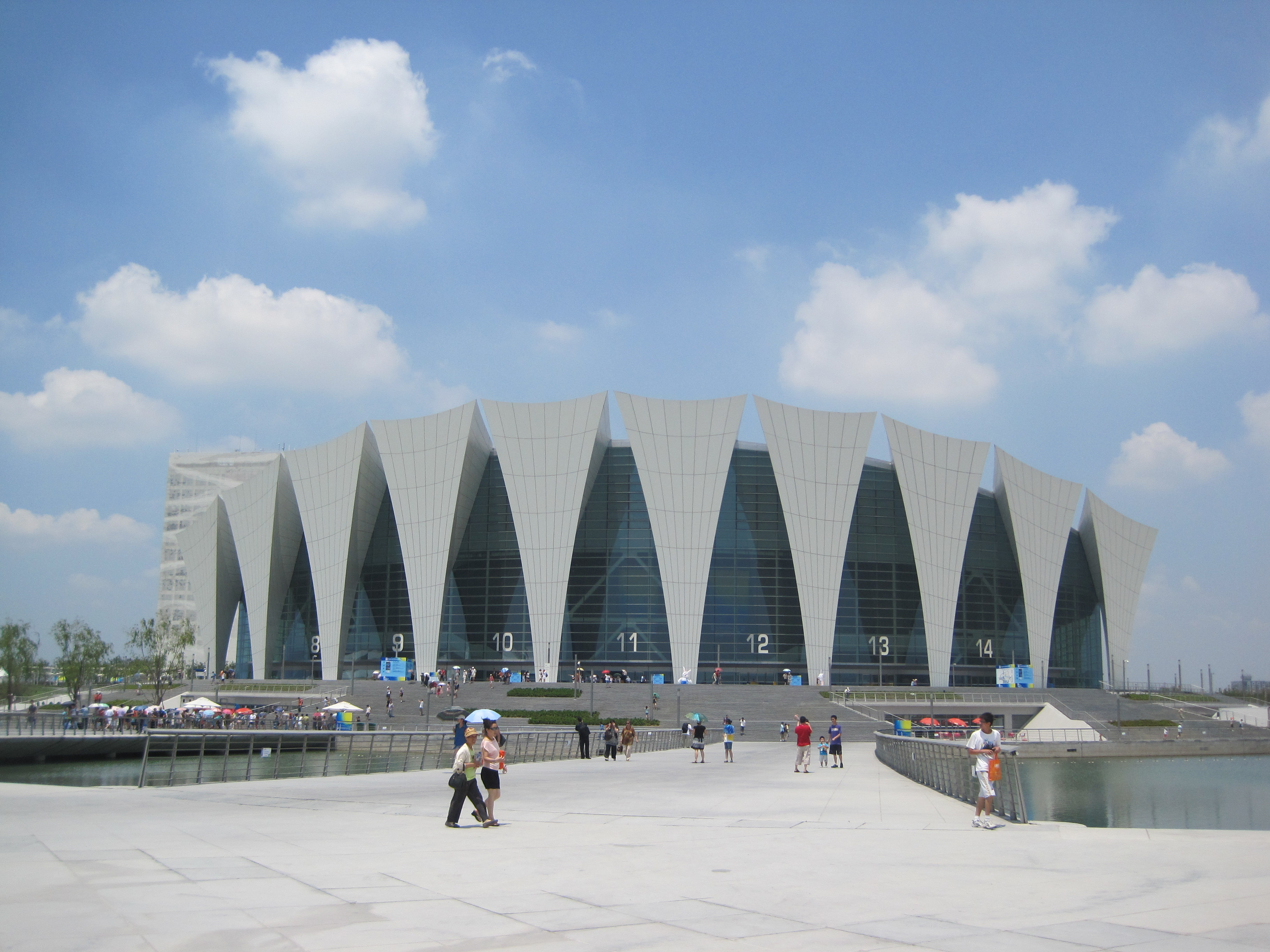

上海東方体育中心（シャンハイとうほうたいいくちゅうしん、中: 上海东方体育中心、上海オリエンタルスポーツセンター、スポンサー名義で浦发银行东方体育中心）は中国上海市浦東新区にあるスポーツ施設である。

## 概要
2011年世界水泳選手権開催をきっかけに建設され、15000名収容の主体育館、5000名収容の屋内プール、5000名収容の飛込プールがある。建設費は17億8200万人民元。2008年12月30日に着工、2010年12月28日に落成した。主に水泳、バスケットボール、ショートトラックスピードスケート、アイスホッケーの会場として使用している。2016年1月30日にボブ・アラムのトップランクがリターン・オブ・ザ・キングと題されたイベントで鄒市明と村田諒太のダブルヘッダーとして中国本土で初めてのイベントが行われた。最寄り駅は東方体育中心駅。
2019年FIBAバスケットボール・ワールドカップの会場の一つとなった。